# Liste der Lieder von Iron Maiden

Der Schriftzug der Band

Dies ist eine Liste der Lieder der britischen Heavy-Metal-Band Iron Maiden.
Bis 2024 hat die Band insgesamt 197 Songs aufgenommen, darunter 177 Eigenkompositionen und 20 Coverversionen.

## Eigenkompositionen
| Titel                                      | Autoren                                                                              | Album/Single                 | Jahr |
| ------------------------------------------ | ------------------------------------------------------------------------------------ | ---------------------------- | ---- |
| Prowler                                    | Steve Harris                                                                         | Iron Maiden                  | 1980 |
| Remember Tomorrow                          | Paul Di’Anno, Steve Harris                                                           | Iron Maiden                  | 1980 |
| Running Free                               | Paul Di’Anno, Steve Harris                                                           | Iron Maiden                  | 1980 |
| Phantom of the Opera                       | Steve Harris                                                                         | Iron Maiden                  | 1980 |
| Transylvania (Instrumental)                | Steve Harris                                                                         | Iron Maiden                  | 1980 |
| Strange World                              | Steve Harris                                                                         | Iron Maiden                  | 1980 |
| Sanctuary (nur US-Pressung)                | Steve Harris, Paul Di’Anno, Dave Murray                                              | Iron Maiden                  | 1980 |
| Charlotte the Harlot                       | Dave Murray                                                                          | Iron Maiden                  | 1980 |
| Iron Maiden                                | Steve Harris                                                                         | Iron Maiden                  | 1980 |
| Burning Ambition                           | Steve Harris                                                                         | Running Free                 | 1980 |
| Invasion                                   | Steve Harris                                                                         | Women in Uniform             | 1980 |
| The Ides of March (Instrumental)           | Steve Harris                                                                         | Killers                      | 1981 |
| Wrathchild                                 | Steve Harris                                                                         | Killers                      | 1981 |
| Murders in the Rue Morgue                  | Steve Harris                                                                         | Killers                      | 1981 |
| Another Life                               | Steve Harris                                                                         | Killers                      | 1981 |
| Genghis Khan                               | Steve Harris                                                                         | Killers                      | 1981 |
| Innocent Exile                             | Steve Harris                                                                         | Killers                      | 1981 |
| Killers                                    | Paul Di’Anno, Steve Harris                                                           | Killers                      | 1981 |
| Prodigal Son                               | Steve Harris                                                                         | Killers                      | 1981 |
| Purgatory                                  | Steve Harris                                                                         | Killers                      | 1981 |
| Twilight Zone                              | Steve Harris, Dave Murray                                                            | Killers                      | 1981 |
| Drifter                                    | Steve Harris                                                                         | Killers                      | 1981 |
| Invaders                                   | Steve Harris                                                                         | The Number of the Beast      | 1982 |
| Children of the Damned                     | Steve Harris                                                                         | The Number of the Beast      | 1982 |
| The Prisoner                               | Adrian Smith, Steve Harris                                                           | The Number of the Beast      | 1982 |
| 22 Acacia Avenue                           | Steve Harris, Adrian Smith                                                           | The Number of the Beast      | 1982 |
| The Number of the Beast                    | Steve Harris                                                                         | The Number of the Beast      | 1982 |
| Run to the Hills                           | Steve Harris                                                                         | The Number of the Beast      | 1982 |
| Gangland                                   | Adrian Smith, Clive Burr                                                             | The Number of the Beast      | 1982 |
| Total Eclipse                              | Steve Harris, Dave Murray, Clive Burr                                                | The Number of the Beast      | 1982 |
| Hallowed Be Thy Name                       | Steve Harris                                                                         | The Number of the Beast      | 1982 |
| Where Eagles Dare                          | Steve Harris                                                                         | Piece of Mind                | 1983 |
| Revelations                                | Bruce Dickinson                                                                      | Piece of Mind                | 1983 |
| Flight of Icarus                           | Bruce Dickinson, Adrian Smith                                                        | Piece of Mind                | 1983 |
| Die with Your Boots On                     | Bruce Dickinson, Adrian Smith, Steve Harris                                          | Piece of Mind                | 1983 |
| The Trooper                                | Steve Harris                                                                         | Piece of Mind                | 1983 |
| Still Life                                 | Dave Murray, Steve Harris                                                            | Piece of Mind                | 1983 |
| Quest for Fire                             | Steve Harris                                                                         | Piece of Mind                | 1983 |
| Sun and Steel                              | Bruce Dickinson, Adrian Smith                                                        | Piece of Mind                | 1983 |
| To Tame a Land                             | Steve Harris                                                                         | Piece of Mind                | 1983 |
| Aces High                                  | Steve Harris                                                                         | Powerslave                   | 1984 |
| 2 Minutes to Midnight                      | Bruce Dickinson, Adrian Smith                                                        | Powerslave                   | 1984 |
| Losfer Words (Big 'Orra)                   | Steve Harris                                                                         | Powerslave                   | 1984 |
| Flash of the Blade                         | Bruce Dickinson                                                                      | Powerslave                   | 1984 |
| The Duellists                              | Steve Harris                                                                         | Powerslave                   | 1984 |
| Back in the Village                        | Bruce Dickinson, Adrian Smith                                                        | Powerslave                   | 1984 |
| Powerslave                                 | Bruce Dickinson                                                                      | Powerslave                   | 1984 |
| Rime of the Ancient Mariner                | Steve Harris                                                                         | Powerslave                   | 1984 |
| Caught Somewhere in Time                   | Steve Harris                                                                         | Somewhere in Time            | 1986 |
| Wasted Years                               | Adrian Smith                                                                         | Somewhere in Time            | 1986 |
| Sea of Madness                             | Adrian Smith                                                                         | Somewhere in Time            | 1986 |
| Heaven Can Wait                            | Steve Harris                                                                         | Somewhere in Time            | 1986 |
| The Loneliness of the Long Distance Runner | Steve Harris                                                                         | Somewhere in Time            | 1986 |
| Stranger in a Strange Land                 | Adrian Smith                                                                         | Somewhere in Time            | 1986 |
| Deja-Vu                                    | Dave Murray, Steve Harris                                                            | Somewhere in Time            | 1986 |
| Alexander the Great                        | Steve Harris                                                                         | Somewhere in Time            | 1986 |
| Sheriff of Huddersfield                    | Steve Harris, Bruce Dickinson, Adrian Smith, Dave Murray, Nicko McBrain              | Wasted Years                 | 1986 |
| Moonchild                                  | Adrian Smith, Bruce Dickinson                                                        | Seventh Son of a Seventh Son | 1988 |
| Infinite Dreams                            | Steve Harris                                                                         | Seventh Son of a Seventh Son | 1988 |
| Can I Play with Madness                    | Adrian Smith, Bruce Dickinson, Steve Harris                                          | Seventh Son of a Seventh Son | 1988 |
| The Evil That Men Do                       | Adrian Smith, Bruce Dickinson, Steve Harris                                          | Seventh Son of a Seventh Son | 1988 |
| Seventh Son of a Seventh Son               | Steve Harris                                                                         | Seventh Son of a Seventh Son | 1988 |
| The Prophecy                               | Dave Murray, Steve Harris                                                            | Seventh Son of a Seventh Son | 1988 |
| The Clairvoyant                            | Steve Harris                                                                         | Seventh Son of a Seventh Son | 1988 |
| Only the Good Die Young                    | Steve Harris, Bruce Dickinson                                                        | Seventh Son of a Seventh Son | 1988 |
| Black Bart Blues                           | Steve Harris, Bruce Dickinson                                                        | Can I Play with Madness      | 1988 |
| Tailgunner                                 | Bruce Dickinson, Steve Harris                                                        | No Prayer for the Dying      | 1990 |
| Holy Smoke                                 | Bruce Dickinson, Steve Harris                                                        | No Prayer for the Dying      | 1990 |
| No Prayer for the Dying                    | Steve Harris                                                                         | No Prayer for the Dying      | 1990 |
| Public Enema Number One                    | Bruce Dickinson, Dave Murray                                                         | No Prayer for the Dying      | 1990 |
| Fates Warning                              | Steve Harris, Dave Murray                                                            | No Prayer for the Dying      | 1990 |
| The Assassin                               | Steve Harris                                                                         | No Prayer for the Dying      | 1990 |
| Run Silent Run Deep                        | Bruce Dickinson, Steve Harris                                                        | No Prayer for the Dying      | 1990 |
| Hooks in You                               | Bruce Dickinson, Adrian Smith                                                        | No Prayer for the Dying      | 1990 |
| Bring Your Daughter… to the Slaughter      | Bruce Dickinson                                                                      | No Prayer for the Dying      | 1990 |
| Mother Russia                              | Steve Harris                                                                         | No Prayer for the Dying      | 1990 |
| Be Quick or Be Dead                        | Bruce Dickinson, Janick Gers                                                         | Fear of the Dark             | 1992 |
| From Here to Eternity                      | Steve Harris                                                                         | Fear of the Dark             | 1992 |
| Afraid to Shoot Strangers                  | Steve Harris                                                                         | Fear of the Dark             | 1992 |
| Fear Is the Key                            | Bruce Dickinson, Janick Gers                                                         | Fear of the Dark             | 1992 |
| Childhood’s End                            | Steve Harris                                                                         | Fear of the Dark             | 1992 |
| Wasting Love                               | Bruce Dickinson, Janick Gers                                                         | Fear of the Dark             | 1992 |
| The Fugitive                               | Steve Harris                                                                         | Fear of the Dark             | 1992 |
| Chains of Misery                           | Dave Murray, Bruce Dickinson                                                         | Fear of the Dark             | 1992 |
| The Apparition                             | Steve Harris, Janick Gers                                                            | Fear of the Dark             | 1992 |
| Judas Be My Guide                          | Bruce Dickinson, Dave Murray                                                         | Fear of the Dark             | 1992 |
| Weekend Warrior                            | Steve Harris, Janick Gers                                                            | Fear of the Dark             | 1992 |
| Fear of the Dark                           | Steve Harris                                                                         | Fear of the Dark             | 1992 |
| Bayswater Ain't a Bad Place to Be          | Bruce Dickinson, Janick Gers                                                         | Be Quick or Be Dead          | 1992 |
| Nodding Donkey Blues                       | Steve Harris, Bruce Dickinson, Janick Gers, Dave Murray, Nicko McBrain               | Be Quick or Be Dead          | 1992 |
| Sign of the Cross                          | Steve Harris                                                                         | The X Factor                 | 1995 |
| Lord of the Flies                          | Steve Harris, Janick Gers                                                            | The X Factor                 | 1995 |
| Man on the Edge                            | Blaze Bayley, Janick Gers                                                            | The X Factor                 | 1995 |
| Fortunes of War                            | Steve Harris                                                                         | The X Factor                 | 1995 |
| Look for the Truth                         | Blaze Bayley, Janick Gers, Steve Harris                                              | The X Factor                 | 1995 |
| The Aftermath                              | Steve Harris, Blaze Bayley, Janick Gers                                              | The X Factor                 | 1995 |
| Judgement of Heaven                        | Steve Harris                                                                         | The X Factor                 | 1995 |
| Blood on the World’s Hands                 | Steve Harris                                                                         | The X Factor                 | 1995 |
| The Edge of Darkness                       | Steve Harris, Blaze Bayley, Janick Gers                                              | The X Factor                 | 1995 |
| 2 A. M.                                    | Blaze Bayley, Janick Gers, Steve Harris                                              | The X Factor                 | 1995 |
| The Unbeliever                             | Steve Harris, Janick Gers                                                            | The X Factor                 | 1995 |
| I Live My Way                              | Steve Harris, Blaze Bayley, Janick Gers                                              | Man on the Edge              | 1995 |
| Judgement Day                              | Blaze Bayley, Janick Gers                                                            | Man on the Edge              | 1995 |
| Justice of the Peace                       | Steve Harris, Dave Murray                                                            | Man on the Edge              | 1995 |
| Virus                                      | Steve Harris, Blaze Bayley, Dave Murray, Janick Gers                                 | Best of the Beast            | 1996 |
| Futureal                                   | Blaze Bayley, Steve Harris                                                           | Virtual XI                   | 1998 |
| The Angel and the Gambler                  | Steve Harris                                                                         | Virtual XI                   | 1998 |
| Lighting Strikes Twice                     | Dave Murray, Steve Harris                                                            | Virtual XI                   | 1998 |
| The Clansman                               | Steve Harris                                                                         | Virtual XI                   | 1998 |
| When Two Worlds Collide                    | Blaze Bayley, Dave Murray, Steve Harris                                              | Virtual XI                   | 1998 |
| The Educated Fool                          | Steve Harris                                                                         | Virtual XI                   | 1998 |
| Don’t Look to the Eyes of a Stranger       | Steve Harris                                                                         | Virtual XI                   | 1998 |
| Como Estais Amigos                         | Blaze Bayley, Janick Gers                                                            | Virtual XI                   | 1998 |
| The Wicker Man                             | Adrian Smith, Steve Harris, Bruce Dickinson                                          | Brave New World              | 2000 |
| Ghost of the Navigator                     | Janick Gers, Dickinson, Harris                                                       | Brave New World              | 2000 |
| Brave New World                            | Dave Murray, Harris, Dickinson                                                       | Brave New World              | 2000 |
| Blood Brothers                             | Harris                                                                               | Brave New World              | 2000 |
| The Mercenary                              | Gers, Harris                                                                         | Brave New World              | 2000 |
| Dream of Mirrors                           | Gers, Harris                                                                         | Brave New World              | 2000 |
| The Fallen Angel                           | Smith, Harris                                                                        | Brave New World              | 2000 |
| The Nomad                                  | Murray, Harris                                                                       | Brave New World              | 2000 |
| Out of the Silent Planet                   | Gers, Dickinson, Harris                                                              | Brave New World              | 2000 |
| The Thin Line Between Love and Hate        | Murray, Harris                                                                       | Brave New World              | 2000 |
| Wildest Dreams                             | Steve Harris, Adrian Smith                                                           | Dance of Death               | 2003 |
| Rainmaker                                  | Bruce Dickinson, Steve Harris, Dave Murray                                           | Dance of Death               | 2003 |
| No More Lies                               | Steve Harris                                                                         | Dance of Death               | 2003 |
| Montségur                                  | Bruce Dickinson, Janick Gers, Steve Harris                                           | Dance of Death               | 2003 |
| Dance of Death                             | Janick Gers, Steve Harris                                                            | Dance of Death               | 2003 |
| Gates of Tomorrow                          | Bruce Dickinson, Janick Gers, Steve Harris                                           | Dance of Death               | 2003 |
| New Frontier                               | Bruce Dickinson, Nicko McBrain, Adrian Smith                                         | Dance of Death               | 2003 |
| Paschendale                                | Steve Harris, Adrian Smith                                                           | Dance of Death               | 2003 |
| Face in the Sand                           | Bruce Dickinson, Steve Harris, Adrian Smith                                          | Dance of Death               | 2003 |
| Age of Innocence                           | Steve Harris, Dave Murray                                                            | Dance of Death               | 2003 |
| Journeyman                                 | Bruce Dickinson, Steve Harris, Adrian Smith                                          | Dance of Death               | 2003 |
| More Tea Vicar                             | Steve Harris, Bruce Dickinson, Adrian Smith, Janick Gers, Dave Murray, Nicko McBrain | Rainmaker                    | 2003 |
| Pass the Jam                               | Steve Harris, Bruce Dickinson, Adrian Smith, Janick Gers, Dave Murray, Nicko McBrain | Dance of Death               | 2003 |
| Different World                            | Adrian Smith, Steve Harris                                                           | A Matter of Life and Death   | 2006 |
| These Colours Don’t Run                    | Adrian Smith, Steve Harris, Bruce Dickinson                                          | A Matter of Life and Death   | 2006 |
| Brighter Than a Thousand Suns              | Adrian Smith, Steve Harris, Bruce Dickinson                                          | A Matter of Life and Death   | 2006 |
| The Pilgrim                                | Janick Gers, Steve Harris                                                            | A Matter of Life and Death   | 2006 |
| The Longest Day                            | Adrian Smith, Steve Harris, Bruce Dickinson                                          | A Matter of Life and Death   | 2006 |
| Out of the Shadows                         | Bruce Dickinson, Steve Harris                                                        | A Matter of Life and Death   | 2006 |
| The Reincarnation of Benjamin Breeg        | Dave Murray, Steve Harris                                                            | A Matter of Life and Death   | 2006 |
| For the Greater Good of God                | Steve Harris                                                                         | A Matter of Life and Death   | 2006 |
| Lord of Light                              | Adrian Smith, Steve Harris, Bruce Dickinson                                          | A Matter of Life and Death   | 2006 |
| The Legacy                                 | Janick Gers, Steve Harris                                                            | A Matter of Life and Death   | 2006 |
| Satellite 15...The Final Frontier          | Steve Harris, Adrian Smith                                                           | The Final Frontier           | 2010 |
| El Dorado                                  | Bruce Dickinson, Steve Harris, Adrian Smith                                          | The Final Frontier           | 2010 |
| Mother of Mercy                            | Steve Harris, Adrian Smith                                                           | The Final Frontier           | 2010 |
| Coming Home                                | Bruce Dickinson, Steve Harris, Adrian Smith                                          | The Final Frontier           | 2010 |
| The Alchemist                              | Bruce Dickinson, Janick Gers, Steve Harris                                           | The Final Frontier           | 2010 |
| Isle of Avalon                             | Steve Harris, Adrian Smith                                                           | The Final Frontier           | 2010 |
| Starblind                                  | Bruce Dickinson, Steve Harris, Adrian Smith                                          | The Final Frontier           | 2010 |
| The Talisman                               | Janick Gers, Steve Harris                                                            | The Final Frontier           | 2010 |
| The Man Who Would Be King                  | Steve Harris, Dave Murray                                                            | The Final Frontier           | 2010 |
| When the Wild Wind Blows                   | Steve Harris                                                                         | The Final Frontier           | 2010 |
| If Eternity Should Fail                    | Bruce Dickinson                                                                      | The Book of Souls            | 2015 |
| Speed of Light                             | Bruce Dickinson, Adrian Smith                                                        | The Book of Souls            | 2015 |
| The Great Unknown                          | Adrian Smith, Steve Harris                                                           | The Book of Souls            | 2015 |
| The Red and the Black                      | Steve Harris                                                                         | The Book of Souls            | 2015 |
| When the River Runs Deep                   | Adrian Smith, Steve Harris                                                           | The Book of Souls            | 2015 |
| The Book of Souls                          | Janick Gers, Steve Harris                                                            | The Book of Souls            | 2015 |
| Death or Glory                             | Bruce Dickinson, Adrian Smith                                                        | The Book of Souls            | 2015 |
| Shadows of the Valley                      | Janick Gers, Steve Harris                                                            | The Book of Souls            | 2015 |
| Tears of a Clown                           | Steve Harris, Adrian Smith                                                           | The Book of Souls            | 2015 |
| The Man of Sorrows                         | Steve Harris, Dave Murray                                                            | The Book of Souls            | 2015 |
| Empire of the Clouds                       | Bruce Dickinson                                                                      | The Book of Souls            | 2015 |
| Senjutsu                                   | Adrian Smith, Steve Harris                                                           | Senjutsu                     | 2021 |
| Stratego                                   | Janick Gers, Steve Harris                                                            | Senjutsu                     | 2021 |
| The Writing on the Wall                    | Adrian Smith, Bruce Dickinson                                                        | Senjutsu                     | 2021 |
| Lost in a Lost World                       | Steve Harris                                                                         | Senjutsu                     | 2021 |
| Days of Future Past                        | Adrian Smith, Bruce Dickinson                                                        | Senjutsu                     | 2021 |
| The Time Machine                           | Janick Gers, Steve Harris                                                            | Senjutsu                     | 2021 |
| Darkest Hour                               | Adrian Smith, Bruce Dickinson                                                        | Senjutsu                     | 2021 |
| Death of the Celts                         | Steve Harris                                                                         | Senjutsu                     | 2021 |
| The Parchment                              | Steve Harris                                                                         | Senjutsu                     | 2021 |
| Hell on Earth                              | Steve Harris                                                                         | Senjutsu                     | 2021 |

## Coverversionen
| Titel                   | Original-Interpret                                                              | Album/Single                                         | Jahr |
| ----------------------- | ------------------------------------------------------------------------------- | ---------------------------------------------------- | ---- |
| Communication Breakdown | Jimmy Page, John Paul Jones, John Bonham (Led Zeppelin)                         | Bring Your Daughter… to the Slaughter                | 1990 |
| Cross-Eyed Mary         | Ian Anderson (Jethro Tull)                                                      | The Trooper                                          | 1983 |
| Doctor Doctor           | Michael Schenker (Scorpions), Phil Mogg (UFO)                                   | Lord of the Flies                                    | 1996 |
| Hocus Pocus             | Thijs van Leer (Focus), Jan Akkerman                                            | Different World                                      | 2006 |
| I Can't See My Feelings | Burke Shelley, Tony Bourge (Budgie)                                             | From Here to Eternity                                | 1992 |
| I'm a Mover             | Paul Rodgers, Andy Fraser (Free)                                                | Bring Your Daughter… to the Slaughter                | 1990 |
| I've Got the Fire       | Ronnie Montrose (Montrose)                                                      | Flight of Icarus                                     | 1983 |
| Juanita                 | Steve Barnacle (Visage), Derek O'Neil (Blazer Blazer)                           | Stranger in a Strange Land                           | 1986 |
| Kill Me Ce Soir         | George Kooymans, Barry Hay, John Fenton (Golden Earring)                        | Holy Smoke                                           | 1990 |
| King of Twilight        | Roye Albrighton, Derek Moore, Ron Howden, Allan Freeman, Mick Brockett (Nektar) | Aces High                                            | 1984 |
| Massacre                | Phil Lynott, Scott Gorham, Brian Downey (Thin Lizzy)                            | Can I Play with Madness                              | 1988 |
| My Generation           | Pete Townshend (The Who)                                                        | Lord of the Flies                                    | 1996 |
| Rainbow's Gold          | Terry Slesser (Free), Kenny Mountain                                            | 2 Minutes to Midnight                                | 1984 |
| Reach Out               | Dave Colwell (Bad Company)                                                      | Wasted Years                                         | 1986 |
| Roll Over Vic Vella     | Chuck Berry                                                                     | From Here to Eternity                                | 1992 |
| Space Station #5        | Ronnie Montrose, Sammy Hagar (Montrose)                                         | Be Quick or Be Dead                                  | 1992 |
| Space Truckin’          | Ritchie Blackmore, Ian Gillan, Roger Glover, Jon Lord, Ian Paice (Deep Purple)  | Re-Machined: A Tribute to Deep Purple's Machine Head | 2012 |
| That Girl               | Merv Goldsworthy, Pete Jupp, Andy Barnett (FM)                                  | Stranger in a Strange Land                           | 1986 |
| Women in Uniform        | Greg Macainsh (Skyhooks)                                                        | Women in Uniform                                     | 1980 |

- v
- d
- b